# Friedrich Losch
Johann Friedrich Losch (* 23. Mai 1860 in Murrhardt; † 3. Januar 1936 in Ulm) war ein deutscher evangelischer Geistlicher. Abseits seines Hauptberufes tat er sich insbesondere als Regionalhistoriker und Landeskundler im württembergischen Gebiet hervor.

## Leben

### Herkunft, Ausbildung und Privatleben
Er kam 1860 als Sohn des gleichnamigen Oberlehrers Johann Friedrich Losch (1815–1895) und dessen Ehefrau Sophie Friederike Mugler in der Ortschaft Murrhardt zur Welt, die in den Schwäbisch-Fränkischen Waldbergen liegt und damals zum Königreich Württemberg gehörte. Nach seinem Studium an der Eberhard-Karls-Universität Tübingen legte er 1882 die I. evangelisch-theologische Dienstprüfung ab und wurde 1883 zum Dr. phil. promoviert, ehe 1886 die II. Dienstprüfung folgte.
Im Jahr 1886 heiratete er Karoline Kazheimer (1865–1935); das Paar hatte vier gemeinsame Kinder. Losch starb Anfang 1936 im Alter von 75 Jahren.

### Berufliche Karriere
Nach dem Studiumabschluss erhielt Losch 1883 seine erste kirchliche Anstellung und wurde Vikar in Langenau. Anschließend arbeitete er zwischen 1885 und 1886 als Pfarrstellenverwalter in Wiesensteig. Während der darauffolgenden neun Jahre war er als Pfarrer in Erkenbrechtsweiler tätig, dann zwischen 1895 und 1903 in Hausen an der Zaber und schließlich bis zum Eintritt in den Ruhestand 1924 in Grimmelfingen.

### Heimatkundliches Wirken
Im Juli 1883 wurde Losch als ordentliches Mitglied in den Verein für Kunst und Altertum in Ulm und Oberschwaben aufgenommen und im gleichen Jahr unterstützte er den Langenauer Oberförster Ludwig Bürger (1844–1898) bei ersten archäologischen Grabungen in der Bocksteinhöhle bei Bissingen ob Lontal im Lonetal. Dabei konnten zwei mittelsteinzeitliche menschliche Skelette, Knochen verschiedener Wildtiere sowie Stein- und Knochenarbeitsinstrumente der ehemaligen Höhlenbewohner geborgen werden.
In seinen volkskundlichen und regionalgeschichtlichen Forschungen beschäftigte er sich unter anderem mit dem Volksglauben in Württemberg, mit Zauberrezepten, überlieferten Anweisungen zur Viehhaltung sowie mit Brauchbüchlein. Einen Schwerpunkt seiner Arbeit bildeten die Bedeutung und Nachwirkung der Runen, für die er sich bereits seit seiner Jugend interessierte, und einen anderen die mittelhochdeutsche Spielmannsdichtung (hier insbesondere die beiden Werke König Rother und König Oswald).

## Bewertung
Eugen Fehrle, der als „Chefideologe der NS-Volkskunde“ galt, wies in seinem 1938 publizierten Nachruf auf Losch darauf hin, dass der Verstorbene in den Methoden und Schwerpunkten seiner volkskundlichen Forschung bewusst an die Tradition der Brüder Grimm anknüpfte. Die volkskundlichen Fachbereiche, in denen diese „führend und richtungsweisend“ waren, seien zu Loschs Zeit teilweise „vernachlässigt oder in einem anderen Geist gepflegt worden“. Fehrle zählte ihn zu den von ihm so genannten „stillen Forschern, wie sie im schwäbisch-alamannischen Raum viel zu finden sind, zu den Männern, die kein großes Getue um ihre Arbeit machen, aber in kluger Voraussicht großer Aufgaben oft fruchtbar wirken.“ Weiterhin führte er aus:
„Losch gehörte zu denen, die in gutem, altem Sinne zu forschen versuchten. Mag er dabei die Göttermythen als Ausgangsgebiet zuviel hervorgehoben haben und in manchen Deutungen nicht unsere Billigung finden, im ganzen steht er der Forschung, wie wir sie heute fordern, recht nahe. Er war immer bestrebt, unser Arteigenes herauszufinden und versuchte es durch sorgfältige Kleinarbeit, aus allen Überschichtungen herauszugraben.“
In Grimmelfingen – bereits 1926 als Stadtteil nach Ulm eingemeindet – wurde in Anerkennung der Leistungen des ehemaligen Ortspfarrers 1951 eine Wohngebietsstraße Loschweg getauft.

## Publikationen (Auswahl)
Monographien
- Balder und der weiße Hirsch. Ein Beitrag zur deutschen Mythologie. Frommann Verlag, 1892, 197 Seiten.
- Die Volksnamen der Pflanzen auf der Schwäbischen Alb. Tübingen, 1899, 33 Seiten.
- Kräuterbuch. Unsere Heilpflanzen in Wort und Bild. Schreiber-Verlag, 1903, 246 Seiten (sechs Auflagen bis 1933).
- König Rother (Spielmannsgedicht aus dem 12. Jahrhundert). Grimmelfingen, 1911, 254 Seiten.
- König Oswald; die deutsche Sage aus den Texten der Gedichte und der Legende wieder hergestellt. In der Reihe: „Die Brautwerbungssage der deutschen Spielmannsdichtung. Bausteine zu einer deutschen Edda“, Teil 1 (einziger Teil). Kommissionsverlag der Süddeutschen Monatshefte, 1928, 142 Seiten.

Fachaufsätze
- Ueber Runen unter den Steinmetzzeichen. In: Württembergische Vierteljahreshefte für Landesgeschichte. Band 8, Heft 1/2, 1885, Seiten 37–50.
- mit Hermann Hagen: Die Berner Runenalphabete. In: Germania – Vierteljahrsschrift für Deutsche Alterthumskunde. Band 30, 1885, Seiten 287–306.
- Zu den Berner Runenalphabeten. In: Germania – Vierteljahrsschrift für Deutsche Alterthumskunde. Band 31, 1886, Seiten 118–119.
- Die mit dem Suffix -ni gebildeten Verbalabstracta im Gotischen. In: Germania – Vierteljahrsschrift für Deutsche Alterthumskunde. Band 32, 1887, Seiten 223 f.
- Zu der Redensart: eichelnweise gleich erben und teilen. In: Württembergische Vierteljahreshefte für Landesgeschichte. Band 11, Heft 1, 1888, Seite 53.
- Zur Runenlehre. In: Germania – Vierteljahrsschrift für Deutsche Alterthumskunde. Band 34, 1889, Seiten 397–406.
- Deutsche Segen-, Heil- und Bannsprüche. In: Württembergische Vierteljahreshefte für Landesgeschichte. Band 13, Heft 3, 1890, Seiten 157–258.
- Die Volksnamen der Pflanzen. In: Blätter des Schwäbischen Albvereins. Band 10, 1898, Seiten 495–510 & 546–548.
- Der Hirsch als Totenführer. In: Archiv für Religionswissenschaft. Band 2, 1899, Seiten 261–267.
- Mythologische Studien im Gebiet des Baldermythus. In: Archiv für Religionswissenschaft. Band 3, 1900, Seiten 358–374.
- Eine geschichtliche Urkunde zur Oswaldlegende. In: Besondere Beilage des Staats-Anzeigers für Württemberg. № 5, 1914, Seiten 65 ff.
- Eine germanische Vorstellung und ein darauf beruhender Brauch. In: Oberdeutsche Zeitschrift für Volkskunde. Jahrgang 10, 1936, Seiten 54 ff.